# Колпаков, Николай Андреевич
Николай Андреевич Колпаков (1864 — 1930) — депутат I Государственной Думы от Санкт-Петербургской губернии
Имея крестьянское происхождение, первоначальное воспитание получил в земской школе, затем был переведён в Царскосельскую гимназию на земский счёт.
В 1885 году поступил стипендиатом того же земства в Военно-медицинскую академию. В 1890 году поступил на службу в Александровскую больницу для чернорабочих, а через несколько месяцев стал работать земским врачом на Гатчинском участке Санкт-Петербургской губернии. Депутат I Государственной Думы, примыкал к кадетской партии.
Организатор строительства (1910 — 1912) и первый руководитель Гатчинской земской больницы, которая полностью вступила в строй в 1914 году. Помимо врачебной деятельности вел большую общественную работу.
В 1919 году эмигрировал в Эстонию, где занимал должности председателя Общества русских врачей и члена Комитета русских эмигрантов в Эстонии.
Исследователь потомков Пушкина. Автор статьи «Последние Пушкины».